# Педру Америку

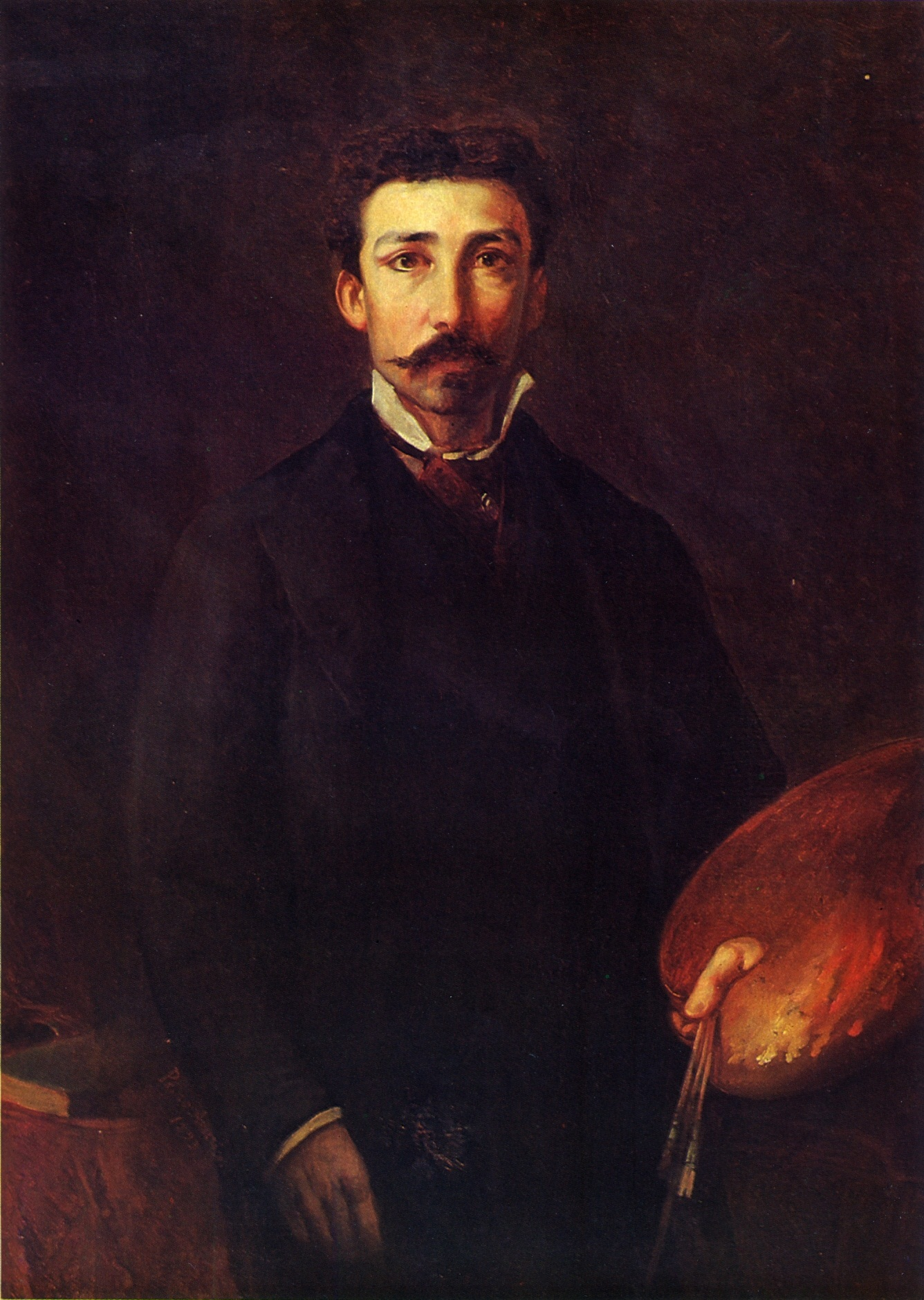
Автопортрет, 1893 рік

Пе́дру Аме́рику ді Фігейре́ду і Ме́лу (порт. Pedro Américo de Figueiredo e Melo, Арея, 29 квітня 1843 — Флоренція, 7 жовтня 1905) — бразильський художник, письменник і поет.

## Біографія
Походить з простої небагатої сім'ї, син Даніела Едуарду ді Фігуейреду, артиста та музиканта, та Фелісіани Сірне. Брат іншого відомого художника Франсиско Ауреліо ді Фігуейреду і Мелу.
Після прибуття до Ріо-де-Жанейро в 1854 році, Педру поступив до Колегії Педру II. Його перші роботи дуже сподобалися німецькому художнику Біндзелю, завдяки якому він зумів поступити до Імператорської Академії Образотворчих Мистецтв, де він навчався з 1859 до 1864 року. Після цього, залишивши Бразильську імперію, Педру Америку вирушив навчатися до Європи, де навчався в Парижі та отримав звання доктора наук.
Педру Америку одружився в 1869 році в Лісабоні з Карлотою ді Араужу Порту-Алегрі (1844 — 1918), дочкою Мануела ді Араужу ді Порту-Алегрі, також відомого художника. Мав трьох дітей.
Він помер в 1905 році у Флоренції. Його тіло було доставлене до Ріо-де-Жанейро, і поховане на кладовищі Сан-Жуана Батісти.
Картини Педру Америку здебільшого присвячені біблійним та історичним темам. Також він автор кількох портретів бразильських імператорів Педру II і Педру I, найбільш відома з яких «Незалежність або смерть» (Independência ou Morte), 1888 року, що зараз знаходиться в музеї Сан-Паулу (Museu Paulista).
Він отримав кілька нагород — став кавалером ордена Корони Німеччини та великим кавалером римського ордена Священної могили.

## Роботи
Педру Америку належить до академічної школи, і хоча навчався в Європі часів імпресіонізму, він залишився вірним традиціям Академії Образотворчих Мистецтв. Його найбільш відомі роботи:
- Битва при Аваї (A Batalha do Avaí)
- Битва при Кампу-Гранді (A Batalha do Campo Grande)
- Незалежність або смерть (Independência ou Morte)
- Мир та згода (Paz e Concórdia)
- Червертований Тірадентіс (Tiradentes esquartejado)

Незалежність або смерть (Independência ou Morte) (1888)
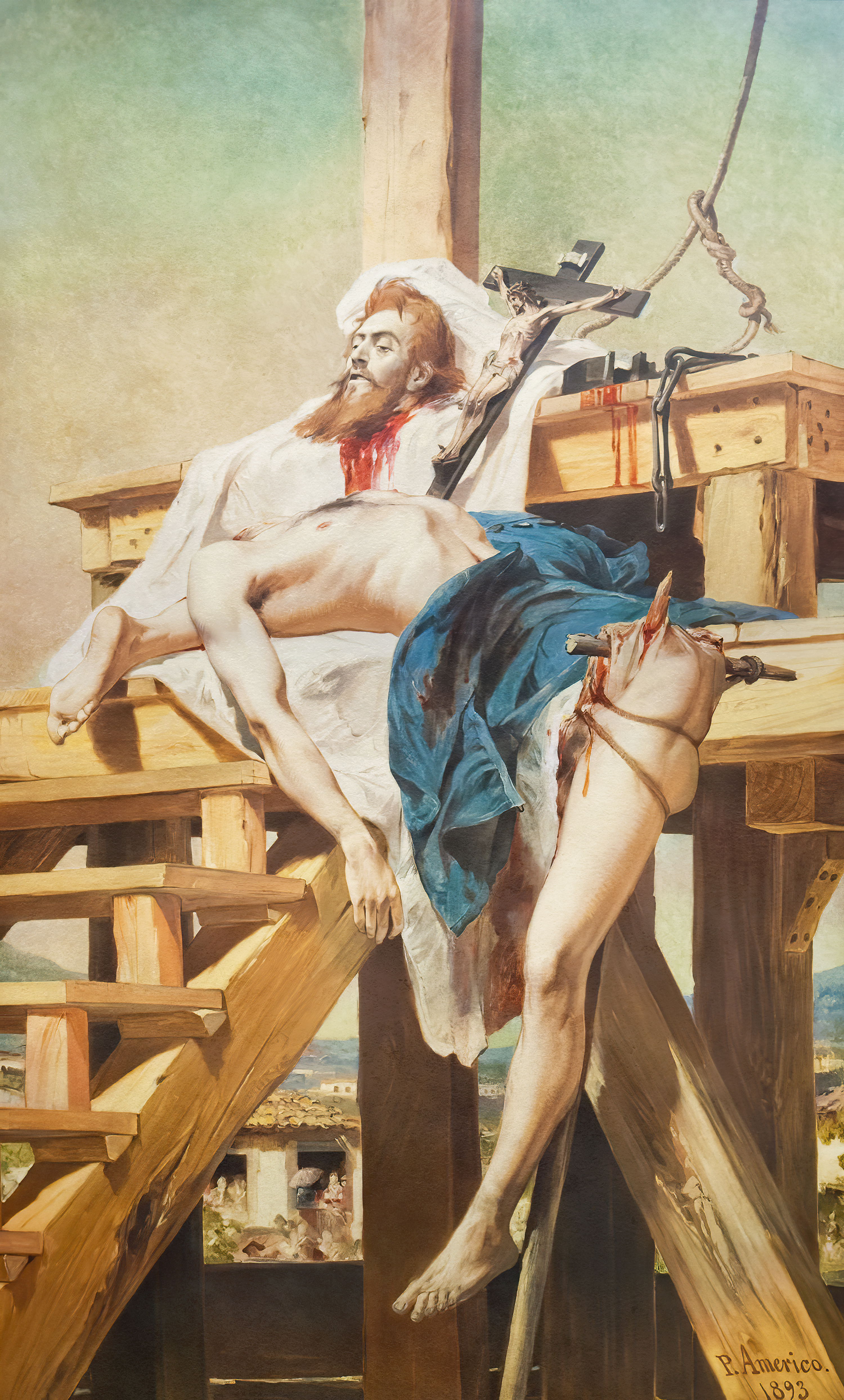
Червертований Тірадентіс (Tiradentes esquartejado), (1893).
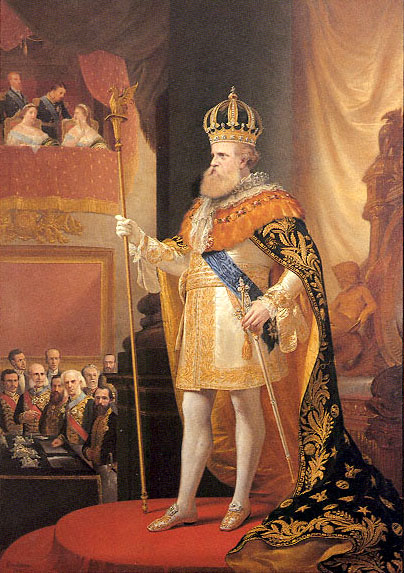
Імператор Педру II (1873).